# 서산군 (왕족)

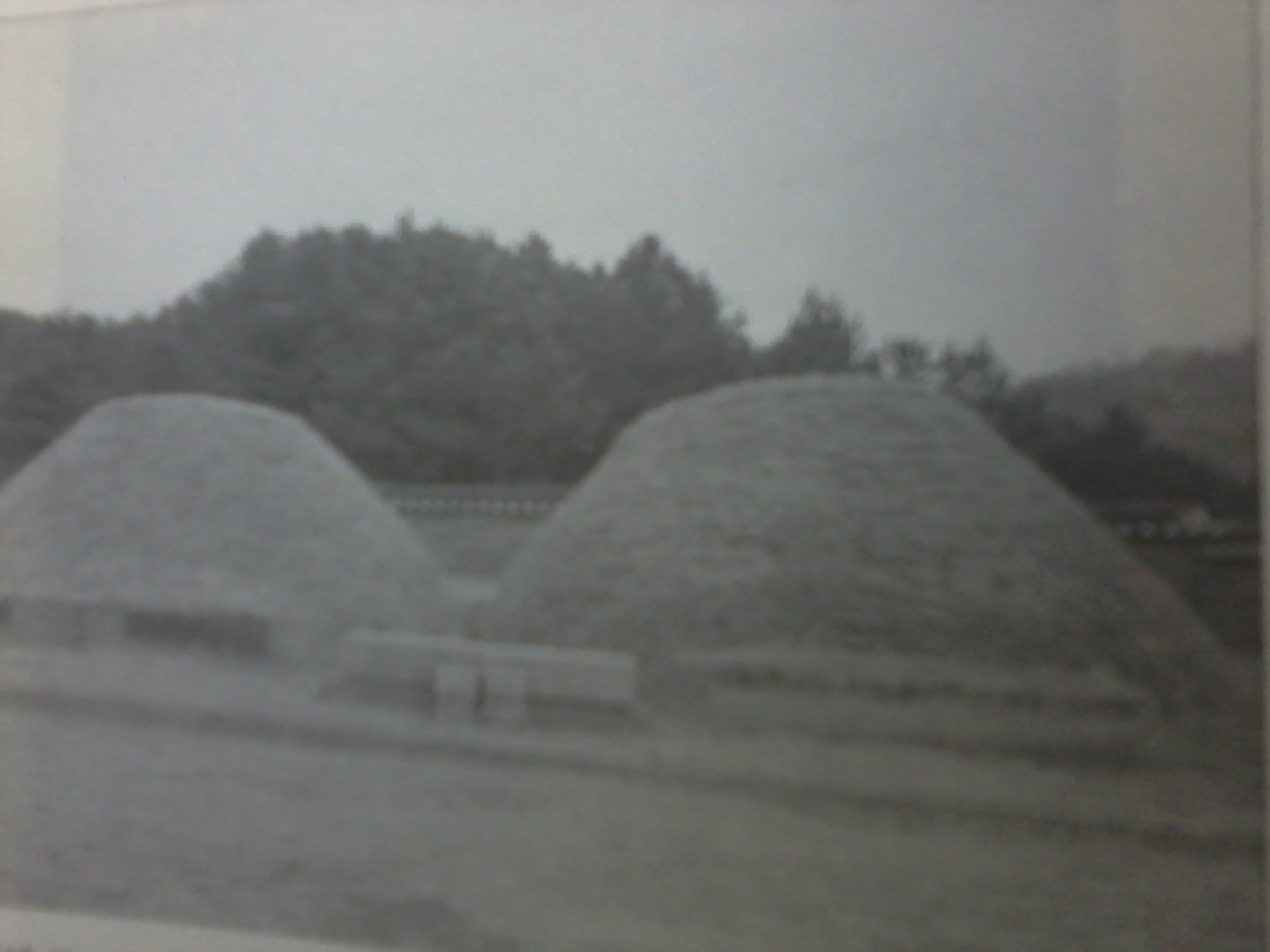
서산군 이혜 묘소 (왼쪽이 서산군, 오른쪽은 군부인 김씨 묘소)

서산군 이혜(瑞山君 李譿, 1420년(庚子年) ~ 1451년 4월 10일 * 왕조실록 6권 373 기록)는 조선 시대 전기의 왕족으로 태종(이방원)의 손자이며, 양녕대군(讓寧大君)의 적 3남이다. 세종대왕의 조카이다. 정효전 등과 기생을 놓고 다투었다가 탄핵을 받고 파직된 바 있고, 이름은 혜(譿), 본관은 전주(全州)이다.
그 뒤 음주 후 구타, 살인을 했고 몰래 탈출하는 등의 물의를 빚었는데 실록에서는 이혜가 망가진 원인을 사랑했던 첩을 아버지에게 빼앗기고 난 후에 울화병이 생겼다는 야사로 전해진다.  1451년(문종 1) 유배지에서 자결 시도를 하였고 이틀 뒤 후유증으로 사망하였다.

## 생애

### 생애 초반
조선전기의 왕족으로 본관은 전주이씨(全州李氏), 휘는 혜(譿)이다. 태종의 손자이며, 세종, 효령대군 이보, 성녕대군 이종의 친 조카이다. 아버지는 양녕대군 이제(讓寧大君 李褆)이고, 어머니는 광산 김씨(光山金氏)로 증 좌의정 광산군 김한로(光山君 金漢老)의 딸로 수성부부인(隨城府夫人 金氏)이다. 부인은 안산김씨(安山金氏) 안산군 김개(安山君 金漑)의 딸로 양천군부인 김씨(陽川郡夫人 金氏)이다.
양녕대군의 10남 17녀 중 적 3남으로 탄생하여 관례를 올리고 안산김씨 판중추원사 안산군 김개(安山君 金漑)의 딸 안산김씨(安山金氏)와 결혼하였다. 1435년(세종 17) 4월 16일 가정대부(嘉靖大夫, 종2품) 서산군(瑞山君)에 봉작되었다. 그의 형 순성군 이애(李𧪚)를 군으로 책봉하는 것을 두고 일부 신하들은 반대를 하였다. 그러나 순성군 이애(李𧪚)의 책봉에는 극렬 반대하면서도 이혜의 봉작에는 반발하지 않았다.

### 파직과 복직
그러나 1438년(세종 20) 5월 19일 금지된 단오날에 석척희(石擲戲)를 범하여 탄핵을 받고 충청북도 진천군(鎭川郡)으로 추방되었다가 다시 되돌아왔으며, 이해 12월 3일 다시 서산군(瑞山君)에 봉작되었다.
1439년(세종 21) 1월 20일 종묘제를 서계(誓戒)한 후에 영돈녕부사 권홍(權弘)의 집에 모이어 기생 소지홍(小枝紅)과 김규월(金閨月) 등을 불러서 술 마시고, 일성군(日城君) 정효전(鄭孝全)과 한 기생 소지홍과 간통하고, 그 뒤 정효전과 서로 한 기생을 차지하기 위해 서로 싸웠다가 탄핵당하였다.
사람을 때려 죽이라고 시키기도 하였고 직접 사람을 죽이기도 하였으며, 남의 첩을 빼앗기도 하고 시전에서 종친들과 패싸움을 하였고 과격한 놀이판을 벌이다 놀이 중 사람을 상하게 하여 물의를 빚기도 했다.
1440년(세종 22) 4월 2일 다시 서산군(瑞山君)에 봉작되었다가 1444년 7월 1일 종2품 중의대부(中義大夫) 서산윤(西山尹)으로 변경되었다. 그 뒤 사람을 상하게 한 일로 황계령(黃溪令)으로 강등 되었다.

### 생애 후반
1447년(세종 29) 10월 3일 술주정을 하다가 사람을 죽여 종부시(宗簿寺)에서 그 죄를 청하여 세종이 명하길, "직첩을 거두어 고성현(固城縣)에 안치(安置)하고 인하여 그 도 감사에게 일러서 밭과 집을 주게 하고, 또 활과 살을 가지고 나가서 사냥하는 것을 금하고, 또 바깥 사람과 서로 통하지 못하게 하였다. 세종의 붕어 직후 몰래 도망쳐 양녕대군은 사람을 보내 찾게 하였으나 찾지 못하였다. 이혜는 금강산에 입산해 오랫동안 은신해있다가 되돌아왔다.
관직은 중의대부(종2품)에 이르렀고 별세하자 경기도 연천군 미산면 유촌리 (현 미산면 백석리)에 예장하였다. 사후 복권되어 서산군(瑞山君)에 봉작받고, 종1품 소덕대부(昭德大夫)에 추증되었다.

## 묘의 위치
경기도 연천군 미산면 백석리 산28-2

## 가족 관계
- 아버지 : 양녕대군 이제(讓寧大君 李褆, 1394년 - 1462년)
- 어머니 : 수성부부인 김씨(隨城府夫人 金氏, ? - ?), 광산인(光山人) 증 좌의정 광산군의 딸.
- 장인 : 김개(金漑, 안산군(安山君), 1405년 ∼ 1484년)
- 부인 : 양천군부인(陽川郡夫人 金氏, ? - 1464년 6월 5일), 안산인(安山人) 판중추부사 안산군 김개(安山君 金漑, 1405년 ∼ 1484년)의 딸[3][4].
  - 장남 : 학림군 이이(鶴林君 李頤)
  - 며느리 : 안동 권씨 - 판서(判書) 권준(權蹲)의 딸
    - 손자 : 도양부정 이환(兆陽副正 李環)
    - 손녀 : 청주 한씨 한경기(韓景琦)의 처

  - 차남 : 취성군 이빈(鷲城君 李頻) 묘소 - 충청북도 보은군 마로면 갈평리
  - 며느리 : 성주 이씨 - 군사(郡事) 이철근(李鐵根)의 딸 
    - 손자 : 계림군 이탄(鷄林君 李坦)
    - 손녀 : 죽산 박씨 승의랑(承議郞) 박철정(朴鐵貞)의 처
    - 손녀 : 경주 김씨 박사(博士) 김양보(金良輔)의 처
    - 손녀 : 변지원(邊枝遠)의 처
    - 손녀 : 함열 남궁씨 참판(參判) 남궁숙(南宮淑)의 처
- 외조부 : 김한로(金漢老, 광산군(光山君), 1358년 - ?년)

## 울화병의 원인
조선왕조실록의 세종실록의 세종 32년의 기사에 의하면 그의 사고 원인에 대해 아버지 양녕대군이 그의 첩을 빼앗았기 때문이라 기록하였다. 그에 의하면 '혜(譿)는 양녕 대군(讓寧大君) 이제(李禔)의 아들인데, 사랑하는 첩을 아비에게 빼앗기고 심화병을 얻어, 술김에 자주 사람을 죽인 까닭에, 이 명령을 내린 것이다.'라는 것이다.

## 종중
전주이씨서산군파 종중 (회장 이문원) 
종산 :경기도 연천군 미산면 백석리 527-5 (백동로49번길 52) 옆 백석리 산28-2
전주이씨 서산군 후손들로 이루어진 종중으로 선대의 묘를 관리하고 있다.

## 같이 보기
| - 태종 - 세종 - 문종 - 양녕대군 - 원경왕후 - 김한로 - 성녕대군 - 효령대군 - 장평도정 - 현주 이구지 - 이건이 | - 세종대왕 - 사육신 - 유감동 - 이순신 - 민제 - 민변 - 사방지 - 어우동 - 이순지 - 이승만 - 김개 | - 봉석주 - 대방군부인 송씨 - 임영대군 - 학조 - 어유소 - 신윤복 - 이량 - 정희계 |

## 참고 문헌
- 태종실록
- 세종실록
- 문종실록
- 세조실록